# سعادت (فیلم ۲۰۲۱)
سعادت (انگلیسی: Bliss) یک فیلم سینمایی آمریکایی در ژانر درام و علمی تخیلی محصول سال ۲۰۲۱ به نویسندگی و کارگردانی مایک کیهیل با بازی اوون ویلسون، سلما هایک، مادلین زیما، خورخه لندبورگ جونیور و جاشوآ لنرد است.
این فیلم قصد دارد واقعیت اعتیاد به مواد مخدر و بیماری روانی را به تصویر بکشد، زیرا شخصیت ویلسون زندگی بدون غربت و گرسنگی را به جای رابطه با خانواده‌اش انتخاب می‌کند. در ۵ فوریه سال ۲۰۲۱ در پرایم ویدئو منتشر شد و بیشتر منتقدین نظرات ناخوشایندی به این فیلم داشتند.

## داستان
فیلم سعادت، دربارهٔ مردی به نام گریگ می‌باشد که بعد از این که از همسرش طلاق می‌گرد از کارش نیز اخراج می‌شود. او خیلی زود با زنی مرموز به نام ایزابل آشنا می‌شود که در خیابان زندگی می‌کند و…